# Kanton Aix-en-Provence-1
Der Kanton Aix-en-Provence-1 ist ein französischer Wahlkreis im Département Bouches-du-Rhône in der Region Provence-Alpes-Côte d’Azur. Er umfasst einen Teilbereich der Gemeinde Aix-en-Provence. Durch die landesweite Neuordnung der französischen Kantone wurde er 2015 neu geschaffen.

## Gemeinden
Der Kanton besteht aus dem nördlichen Teil der Stadt Aix-en-Provence mit insgesamt 73.222 Einwohnern (Stand: 2022):

## Politik
| Vertreter im Departementrat | Vertreter im Departementrat        | Vertreter im Departementrat |
| Amtszeit                    | Namen                              | Partei                      |
| --------------------------- | ---------------------------------- | --------------------------- |
| 2015–                       | Jean-Pierre Bouvet Brigitte Devesa | UD                          |